# Condado de Yolo
O condado de Yolo (em inglês:  Yolo County) é um dos 58 condados do estado americano da Califórnia. Foi fundado em 1850. A sede do condado é Woodland e sua cidade mais populosa é Davis.

## Geografia
De acordo com o United States Census Bureau, o condado possui uma área de 2 651 km², dos quais 2 628 km² estão cobertos por terra e 23 km² por água.

## Demografia
Segundo o censo nacional de 2010, o condado possui uma população de 200 849 habitantes e uma densidade populacional de 76,4 hab/km². Possui 75 054 residências, que resulta em uma densidade de 29 residências/km².
Das 4 localidades incorporadas no condado, Davis é a mais populosa e mais densamente povoada, com 65 622 habitantes e densidade populacional de 2 562 hab/km². Winters é a menos populosa, com 6 624 habitantes. De 2000 para 2010, a população de West Sacramento cresceu 54% e a de Winters cresceu 8%. Apenas uma cidade possui população inferior a 10 mil habitantes.